# Daniel Viegas
Pour les articles homonymes, voir Viegas.
Daniel Pedroso Viegas, né le 5 janvier 1998 à Loulé, est un coureur cycliste portugais. Il évolue au sein de l'équipe Aviludo-Louletano-Loulé Concelho.

## Biographie
Daniel Viegas commence le cyclisme à l'âge de 8 ans au Club BTT Terras de Loulé. Il court ensuite aux clubs José María Nicolau et Bombarral.
En 2014, il se distingue en remportant le Tour du Portugal cadets (moins de 17 ans). Il est ensuite sélectionné en 2015 et en 2016 pour représenter son pays aux championnats d'Europe et aux championnats du monde (moins de 19 ans). En 2016, il remporte la Vuelta al Besaya, course par étapes réputée pour les jeunes en Espagne, devant Íñigo Elosegui et son coéquipier du CC Bairrada João Almeida. 
En 2017, il intègre l'équipe de la Fondation Contador pour ses débuts espoirs (moins de 23 ans). Deux ans plus tard, il passe professionnel dans l'équipe Kometa,elle-même liée à la Fondation Contador,. Il n'est pas conservé à l'issue de la saison 2022. 

## Palmarès et résultats

### Palmarès par année
- 2014
  - Tour du Portugal cadets
- 2015
  - 3e du championnat du Portugal du contre-la-montre juniors
- 2016
  - Vuelta al Besaya :
    - Classement général
    - 1re étape

  - 4ea étape de la Bizkaiko Itzulia
  - 2e du Circuito Guadiana juniors
  - 2e du championnat du Portugal du contre-la-montre juniors

### Classements mondiaux
| Année                                 | 2020  | 2021 | 2022 | 2023 | 2024  |
| ------------------------------------- | ----- | ---- | ---- | ---- | ----- |
| Classement mondial                    | 1607e | nc   | nc   | nc   | 2921e |
| UCI Europe Tour                       | 1195e | nc   | nc   | nc   | nc    |
|                                       |       |      |      |      |       |
| Légende : nc = non classéSource : UCI |       |      |      |      |       |